# 小行星2679
小行星2679（2679 Kittisvaara）是一颗围绕太阳公转的小行星。1939年10月7日，爾約·維薩拉在图尔库发现了此天体。
該小行星以芬蘭的基蒂斯瓦拉山（Kittisvaara）命名。
这颗小行星的绝对星等为280.9251746038699等。